# Yomaspis ventropora
Yomaspis ventropora är en insektsart som beskrevs av Abraham Munting 1968. Yomaspis ventropora ingår i släktet Yomaspis och familjen pansarsköldlöss. Inga underarter finns listade i Catalogue of Life.